# NGC 1494
إن جي سي 1494 (بالألمانية: NGC 1494) التي يرمز لها بالرمز NGC 1494، هي مجرة، في كوكبة الساعة (كوكبة).

## الاكتشاف
اكتشفت في 1834، بواسطة جون هيرشل.